# Wielki obywatel
Wielki obywatel (ros. Великий гражданин, Wielikij grażdanin) – radziecki dwuseryjny film dramatyczny z 1937 roku w reżyserii Fridricha Ermlera.

## Obsada
- Nikołaj Bogolubow jako Piotr Szachow
- Iwan Biersieniew jako Aleksiej Kartaszow
- Boris Czirkow jako towarzysz Maksim
- Zoja Fiodorowa jako Nadia Kolesnikowa
- Oleg Żakow jako Siergiej Borowski
- Boris Posławski jako Jakow Sizow
- Aleksandr Zrażewski jako Władimir Dubok
- Piotr Kiriłłow jako Briancew
- Jefim Altus jako Sawielij Kac
- Alona Jegorowa jako sekretarka Kartaszowa
- Jewgienij Niemczenko jako Dronow
- Gieorgij Siemionow jako Siemion Kolesnikow
- Walentin Kisielow jako redaktor Gładkich
- Aleksandr Polibin jako Sołowjow
- Konstantin Adaszewski jako Lew Awdiejew
- Nadieżda Rajska-Dore jako Sierafima Wasiljewna, matka Szachowa
- Natalja Raszewska jako Olga, żona Kartaszowa
- Siergiej Riabinkin jako Kriuczkow

## Literatura
- M. Blejman, M. Bolszincow, F. Ermler, Wielki obywatel, przeł. z jęz. ros. Stanisław Strumph-Wojtkiewicz, Biblioteka Scenariuszy Filmowych 5, Filmowa Agencja Wydawnicza, Warszawa 1951[1].